# كلنكوة طويلة الأزهار
كلنكوة طويلة الأزهار (الاسم العلمي:Kalanchoe longiflora) هي نوع من النباتات تتبع جنس الكلنكوة من الفصيلة الكرسولية.